# Josep Crous i Casellas
Josep Crous i Casellas   (Barcelona, 1 d'abril de 1846 - València, 20 de maig de 1887) fou un metge pioner en l'ensenyament universitari de les neurociències a l'estat espanyol i defensor de la medicina experimentalista, tot i la seva oposició al materialisme i al darwinisme.
Format a la Universitat de Barcelona, es doctorà el 1869 i col·laborà amb professors destacats com Joan Giné i Partagàs i Antoni Coca i Cirera. Després d'intentar sense èxit obtenir la càtedra de Patologia Mèdica a Barcelona el 1875, guanyà la mateixa plaça a la Universitat de València, on desenvolupà la seva carrera fins a la mort. A València, fundà les revistes Archivos de la Medicina valenciana i Las Ciencias Médicas, que publicaren estudis rellevants, incloent-hi els primers treballs de Santiago Ramón y Cajal. La seva obra més destacada fou Programa-Sumario de Patología Médica (1877), un dels primers manuals de medicina interna experimental basats en investigacions de laboratori. També tractà temes psiquiàtrics amb obres com Elementos de frenopatología (1882). Actiu en institucions científiques i acadèmiques, presidí l'Acadèmia de la Joventut Catòlica de València, on adquirí un gran prestigi per la seva tasca docent i mèdica.